# Jeanne Hébuterne davanti ad una porta
Jeanne Hébuterne davanti ad una porta è un dipinto a olio su tela (92 x60 cm) realizzato nel 1919 dal pittore italiano Amedeo Modigliani.
Fa parte di una collezione privata parigina. È un ritratto di Jeanne Hébuterne, compagna di Modigliani e soggetto di numerosi ritratti.